# دنیسکینو
دنیسکینو (به لاتین: Deniskino) یک منطقهٔ مسکونی در روسیه است که در باشقیرستان واقع شده‌است.